# Hennens
Hennens (Enin  en patois fribourgeois) est une localité et une ancienne commune suisse du canton de Fribourg, située dans le district de la Glâne.

## Histoire
Les premières mentions faites du village d'Hennens le rattachent à l'abbaye d'Hauterive qui prélevait la dîme ; jusqu'en 1536, il dépend de la maison de Savoie, avant d'être incorporé au bailliage de Romont jusqu'en 1798, puis au district de Romont jusqu'en 1848. 
Le 1er janvier 1998, la commune a fusionné avec sa voisine Billens pour former la nouvelle commune de Billens-Hennens.

## Monuments
La chapelle Saint-Bernard de Montjoux, construite en 1653 et restaurée au XIXe siècle, est inscrite comme bien culturel d'importance régionale. 

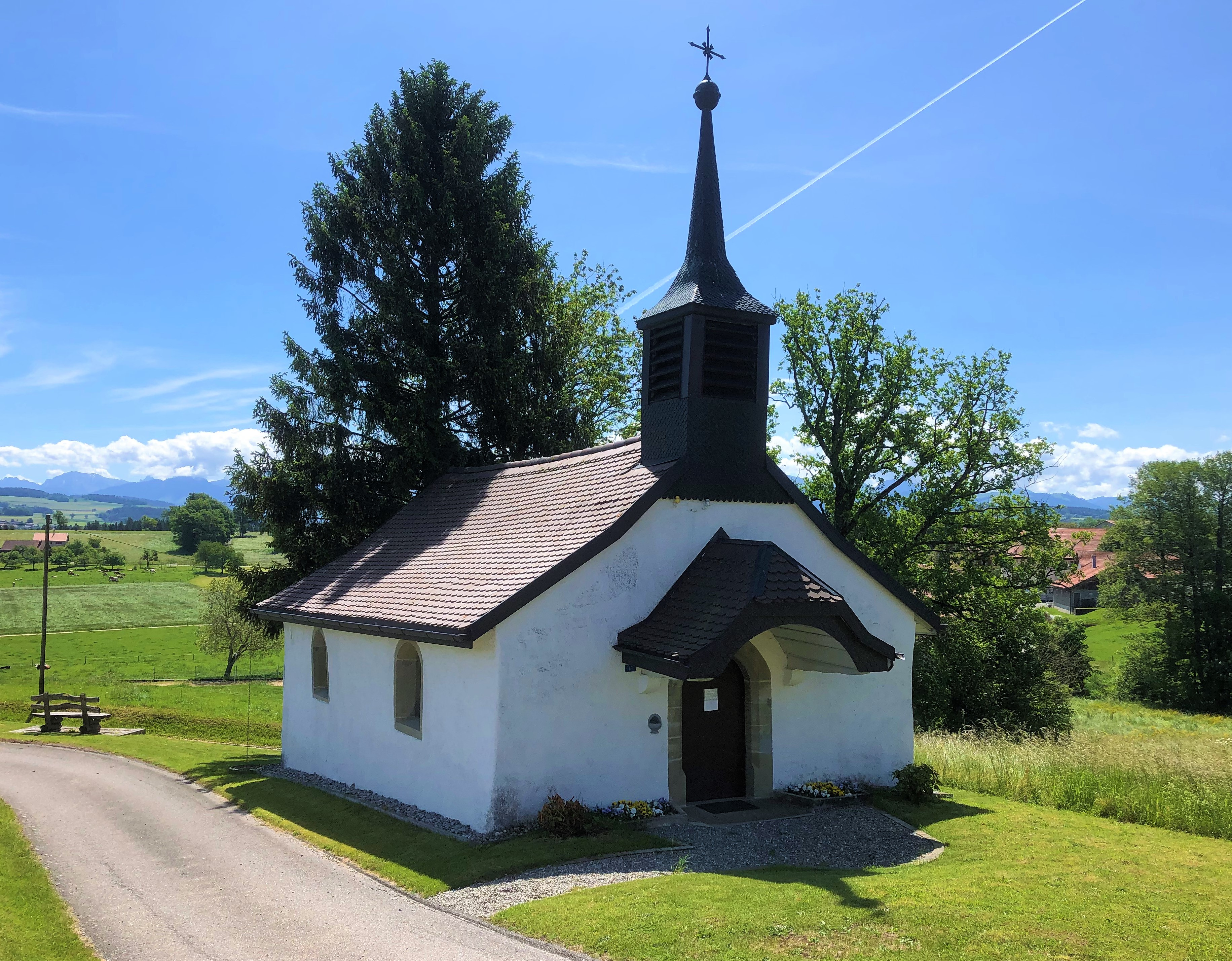
La chapelle d'Hennens